# Muzeum Ziemi Karlińskiej w Karlinie
Muzeum Ziemi Karlińskiej w Karlinie – muzeum z siedzibą w Karlinie. Placówka jest miejską jednostką organizacyjną, a jej siedzibą jest poddasze (III piętro) budynku dawnego Sądu Królewskiego, pochodzącego z 1905 roku.
Muzeum powstało w 2010 roku, natomiast pamiątki historyczne były gromadzone już wcześniej w ramach Karlińskiej Skarbnicy. Wcześniej pomieszczenia budynku – mieszczącego oprócz muzeum m.in. siedziby Związku Miast i Gmin Dorzecza Parsęty, Komisariatu Policji, Straży Miejskiej oraz Punkt Informacji Turystycznej – zostały wyremontowane w ramach Regionalnego Programu Operacyjnego Województwa Zachodniopomorskiego.
W ramach wystawy stałej prezentowane są eksponaty związane z historią miasta z okresu XIX i XX wieku. Wśród nich są m.in. dawne wizerunki miasta i pocztówki, pieczęcie oraz kronika spisana przez Reinholda Wediga – przedwojennego nauczyciela i archiwistę. Wśród zbiorów powojennych uwagę zwracają: wyposażenie dawnej apteki, pochodzące z lat 50. i 60. XX wieku oraz pamiątki związane z erupcją ropy w 1980 roku.
Muzeum jest obiektem całorocznym, czynnym od wtorku do soboty.